# Lena Göppel
Lena Maria Göppel (* 11. August 2001 in St. Gallen) ist eine liechtensteinische Fussballspielerin. Seit dem 1. Juli 2024 ist sie Vertragsspielerin des SV Meppen.

## Karriere

### Vereine
Göppel begann in der Gemeinde Schaan beim dort ansässigen FC Schaan mit dem Fussballspielen. Im Alter von 15 Jahren begab sie sich in die Schweiz und spielte dort eine Saison lang für die B-Jugendmannschaft des FC St. Gallen, bevor sie in die erste Mannschaft aufrückte. Von 2017 bis 2019 bestritt sie 42 Punktspiele in der Nationalliga B, in denen sie drei Tore erzielte. Nachdem der Verein aus dieser Spielklasse als Meister hervorgegangen war, stieg sie mit ihm, der von 2017 bis 2022 FC St. Gallen-Staad hiess, in die Nationalliga A auf. In dieser kam sie in 14 der nur 16 Punktspiele der aufgrund der COVID-19-Pandemie abgebrochenen Saison 2019/20 zum Einsatz, in denen ihr zwei Tore gelangen.
Mit Abschluss Matura am Liechtensteinischen Gymnasium in Vaduz und aufgrund der abgebrochenen Saison begab sie sich in die Vereinigten Staaten, um an der University of Louisiana at Monroe ein Studium im Hauptfach Management zu beginnen. Für deren Sport-Team, die Warhawks, wurde sie von 2020 bis 2022 in 54 Meisterschaftsspielen in der Sun Belt Conference eingesetzt, in denen sie sechs Tore erzielte.
Mit ihrem Abschluss Bachelor in Business Administration verliess sie die Vereinigten Staaten im Dezember 2023 und wurde bei der SGS Essen für ein Probetraining vorstellig. Am 6. Januar wurde ihre Verpflichtung auf der Website der SGS Essen öffentlich.
Am 3. Juni 2024 wurde ihre Verpflichtung zur Saison 2024/25 auf der Website des Zweitligisten SV Meppen öffentlich.

### Nationalmannschaft
Nachdem Göppel vom 5. Februar 2016 bis zum 30. April 2017 sechs Länderspiele für die U16-Nationalmannschaft bestritten und ein Tor erzielt hatte, kam sie vom 8. Oktober 2017 bis zum 3. September 2018 in fünf Länderspielen für die U19-Nationalmannschaft zum Einsatz.
Im ersten offiziellen Länderspiel der A-Nationalmannschaft gehörte sie der Mannschaft an, die am 11. April 2021 in Eschen mit 1:2 gegen die Nationalmannschaft Luxemburgs verlor. In zwei weiteren Testspielen gegen die Nationalmannschaft Gibraltars am 24. und 27. Juni 2021 wurden mit 4:1 und 2:1 die ersten Siege – jeweils im Freizeitpark Widau in Ruggell – errungen; im ersten gelangen ihr mit dem Treffer zum 1:0 und 3:0 in der dritten und 53. Minute ihre ersten beiden Länderspieltore.

## Erfolge
- Meister Nationalliga B 2019 und Aufstieg in die Nationalliga A

## Auszeichnung
- Sonderpreisträgerin «LFV Auszeichnung» 2018 (Sonderauszeichnung für fussballerische Entwicklung und Werdegang)